# Eta Aurigae
Eta Aurigae (η Aur, η Aurigae) sau Hoedus II este o stea din constelația Vizitiul. Are o magnitudine aparentă aproximativ egală cu 3,18  și se află la o depărtare de aproximativ 243 ani-lumină (75 pc) de Pământ.